# Bubales
Bubales ist ein jüdisches Puppentheater aus Berlin. Es wurde 2011 gegründet und gilt als das einzige professionelle jüdische Puppentheater Deutschlands. Bubales hat das Ziel, Kindern und Erwachsenen jüdische Kultur zu vermitteln.

## Geschichte
Shlomit Tripp, Tochter einer jüdisch-türkischen Familie und hauptberufliche pädagogische Mitarbeiterin des Jüdischen Museums Berlin, gründete Bubales 2011, da jüdische Eltern den Wunsch nach einem Channuka-Puppentheater für ihre Kinder geäußert hatten. Das erste Stück des Theaters hieß Chanukka – Knatsch bei den Cohens und sollte das Empowerment jüdischer Kinder in einer nicht-jüdischen Mehrheitsgesellschaft fördern. Der Name des Theaters kommt von Buba, dem hebräischen Wort für „Puppe“, und dem jiddischen Wort Bubale („Kleiner Liebling“). Als mobiles Puppentheater führt Bubales seine Stücke in ganz Deutschland auf.

## Programm
Das Puppentheater vermittelt jüdische Kultur, Traditionen und Feiertage und versucht auf diese Weise, Klischees und Vorurteile gegenüber Juden abzubauen. Es richtet sich hauptsächlich an Kinder. Die in den Stücken immer wiederkehrende Hauptfigur ist Shlomo, ein jüdischer Junge, der von dem Schaf Mendel und seiner besten Freundin, der Kreuzberger Türkin Ayshe, begleitet wird. Auch Rabbi Blumenberg, der religiöse Bezüge erklärt, ist eine der Hauptfiguren. Insgesamt gehören 25 Figuren zu den „Bubales“. Die Stücke werden oft in interkulturellen und interreligiösen Kontexten aufgeführt. Die Figuren sprechen neben deutsch manchmal auch arabisch oder türkisch, wie im zweisprachigen Stück Isaak und der Elefant Abbas, das eine Annäherung zwischen jüdischen und muslimischen Familien ermöglichen soll.
Shlomit Tripp entwirft das Aussehen der Figuren selbst und lässt sie dann von einer Puppenbauerin als Klappmaulpuppen anfertigen. Das Theater greift biblische Erzählungen auf, wie in dem Stück Esther, Königin und Retterin, das zu Purim 2014 entstand. Während der Covid-Pandemie produzierte Bubales zum Festjahr „1700 Jahre jüdisches Leben in Deutschland“ Filme für Kinder über die jüdischen Feiertage, da Auftritte nicht möglich waren.

## Auszeichnungen
2022 wurde Bubales mit dem Obermayer Award ausgezeichnet, der für herausragendes Engagement zur Bewahrung jüdischer Geschichte und zur Bekämpfung von Vorurteilen vergeben wird.
Für das Engagement gegen Rassismus, Ausgrenzung und Diskriminierung erhielt Bubales 2024 den Silvio-Meier-Preis des Berliner Bezirks Friedrichshain-Kreuzberg.

## Veröffentlichungen
- Channukka – Wunder bei den Lottersteins. Ariella-Verlag, Berlin 2014, ISBN 978-3-945530-01-6.
- Die schlaue Esther. Ariella-Verlag, Berlin 2015, ISBN 978-3-945530-00-9.
- Moses der Feuerkopf. Der biblische Auszug aus Ägypten. Ariella-Verlag, Berlin 2017, ISBN 978-3-945530-11-5.